# 德化州 (清朝)
德化州，清朝时设置的州。
宣统元年（1909年）置，治所在今四川省德格县。1913年改名德化县。 